# مکائر (روستا)
 مکاثر  به عربی ( المَکاثر )، روستایی است در دهستان واقی از توابع استان استان صَنعاء در کشور یمن در شبه جزیره عربستان.

## جمعیت
جمعیت آن ( ۱۱۱) نفر (۱۱ خانوار) می‌باشد.